# Saropogon pulverulentus
Saropogon pulverulentus là một loài ruồi trong họ Asilidae. Saropogon pulverulentus được Wulp miêu tả năm 1899. Loài này phân bố ở vùng nhiệt đới châu Phi.